# Raúl Bobadilla
Raúl Marcelo Bobadilla (Formosa, Argentina, 18 de junio de 1987) es un futbolista argentino, con nacionalidad paraguaya, que juega como delantero en el F. C. Aarau de la Challenge League.

## Trayectoria
Aunque se formó en las divisiones menores de Club Atlético River Plate emigró muy joven al fútbol suizo, concretamente al FC Concordia Basel en 2006. En ese equipo se destacó como goleador con 18 goles en 28 partidos. De esa manera pasó a la primera división del mismo país, sumándose al Grasshopper Club Zürich, en el que jugó dos temporadas. El 12 de junio de 2009 el Borussia Mönchengladbach de la Bundesliga alemana anunció la contratación de Bobadilla hasta el 2013.
En 2011 fue cedido al Aris de Salónica de la Superliga de Grecia. En 2012 regresó a Suiza para sumarse al BSC Young Boys de Berna. En enero de 2013 luego de sus destacadas actuaciones en la Liga Europa de la UEFA donde marcó 5 tantos, fue trasferido al F. C. Basilea. En agosto, firmó por 3 años con el F. C. Augsburgo. 
En agosto de 2017 rescindió su contrato con Augsburgo para regresar con un contrato por dos años con el Borussia Mönchengladbach. En 2018 rescindió el contrato con el club alemán y se incorporó a Argentinos Juniors. En enero de 2020 fue cedido al Club Guaraní, siendo su primera participación en la liga paraguaya.
El 17 de abril de 2021 dejó el club paraguayo para incorporarse a Fluminense de la Primera División de Brasil. En enero de 2022 volvió a Guaraní, aunque no tardó en salir ya que al mes siguiente regresó al fútbol suizo para jugar en el F. C. Schaffhausen. Se marchó a mediados de 2023 al Bandırmaspor, donde estuvo unos meses antes de iniciar una segunda etapa en el F. C. Schaffhausen en enero de 2024.
El 27 de junio de 2024 fichó por el F. C. Aarau también en la Challenge League.

## Selección nacional
El 9 de febrero de 2015 se informó por D10 y ABC Color que Bobadilla había comenzado el proceso de tomar la nacionalidad de Paraguay con el fin de representar a la selección de fútbol de Paraguay, al tener raíces paraguayas. El 11 de marzo de 2015 recibió su primera convocatoria para la selección paraguaya y debutó con la albirroja la 26 de marzo de 2015 ante Costa Rica.
Posteriormente fue convocado para la Copa América 2015 jugada en Chile, donde en la serie de cuartos de final contra Brasil, en la tanda de penales, convirtió uno de los tantos, en el que fue la victoria por 4 a 3, previo empate 1 a 1 en el partido.

## Estadísticas

### Clubes
Actualizado al último partido jugado el 31 de agosto de 2021.
| Club                         | Temporada           | Liga  | Liga  | Copa nacional | Copa nacional | Copa internacional | Copa internacional | Total | Total |
| Club                         | Temporada           | Part. | Goles | Part.         | Goles         | Part.              | Goles              | Part. | Goles |
| ---------------------------- | ------------------- | ----- | ----- | ------------- | ------------- | ------------------ | ------------------ | ----- | ----- |
| Concordia · Suiza            |                     |       |       |               |               |                    |                    |       |       |
| 2006-07                      | 28                  | 18    | -     | -             | 0             | 0                  | 28                 | 18    |       |
| Total                        | 28                  | 18    | -     | -             | 0             | 0                  | 28                 | 18    |       |
| Grasshopper · Suiza          |                     |       |       |               |               |                    |                    |       |       |
| 2007-08                      | 33                  | 18    | 3     | 5             | 0             | 0                  | 36                 | 23    |       |
| 2008-09                      | 14                  | 8     | 2     | 1             | 5             | 1                  | 21                 | 10    |       |
| Total                        | 47                  | 26    | 5     | 6             | 5             | 1                  | 57                 | 33    |       |
| Mönchengladbach · Alemania   |                     |       |       |               |               |                    |                    |       |       |
| 2009-10                      | 30                  | 4     | 1     | 0             | 0             | 0                  | 31                 | 4     |       |
| 2010-11                      | 21                  | 5     | 1     | 0             | 0             | 0                  | 22                 | 5     |       |
| Total                        | 51                  | 9     | 2     | 0             | 0             | 0                  | 53                 | 9     |       |
| Aris Salónica · Grecia       |                     |       |       |               |               |                    |                    |       |       |
| 2010-11                      | 7                   | 2     | 0     | 0             | 0             | 0                  | 7                  | 2     |       |
| Total                        | 7                   | 2     | 0     | 0             | 0             | 0                  | 7                  | 2     |       |
| Mönchengladbach · Alemania   |                     |       |       |               |               |                    |                    |       |       |
| 2011-12                      | 15                  | 1     | 0     | 0             | 0             | 0                  | 15                 | 1     |       |
| Total                        | 15                  | 1     | 0     | 0             | 0             | 0                  | 15                 | 1     |       |
| Young Boys · Suiza           |                     |       |       |               |               |                    |                    |       |       |
| 2011-12                      | 13                  | 7     | 0     | 0             | 0             | 0                  | 13                 | 7     |       |
| 2012-13                      | 11                  | 5     | 1     | 2             | 10            | 7                  | 22                 | 14    |       |
| Total                        | 24                  | 12    | 1     | 2             | 10            | 7                  | 35                 | 21    |       |
| Basel · Suiza                |                     |       |       |               |               |                    |                    |       |       |
| 2011-12                      | 10                  | 1     | 1     | 0             | 0             | 0                  | 11                 | 1     |       |
| Total                        | 10                  | 1     | 1     | 0             | 0             | 0                  | 11                 | 1     |       |
| Augsburgo · Alemania         |                     |       |       |               |               |                    |                    |       |       |
| 2013-14                      | 17                  | 3     | 1     | 1             | 0             | 0                  | 18                 | 4     |       |
| 2014-15                      | 32                  | 10    | 0     | 0             | 0             | 0                  | 32                 | 10    |       |
| 2015-16                      | 24                  | 4     | 2     | 1             | 5             | 6                  | 31                 | 11    |       |
| Total                        | 73                  | 17    | 3     | 2             | 5             | 6                  | 81                 | 25    |       |
| Argentinos Juniors Argentina |                     |       |       |               |               |                    |                    |       |       |
| 2018-19                      | 15                  | 0     | 4     | 0             | 4             | 0                  | 23                 | 0     |       |
| Total                        | 15                  | 0     | 4     | 0             | 4             | 0                  | 23                 | 0     |       |
| Club Guaraní Paraguay        |                     |       |       |               |               |                    |                    |       |       |
| Apertura 2020                | 14                  | 9     | 0     | 0             | 10            | 3                  | 24                 | 14    |       |
| Claus. 2020                  | 10                  | 2     | 0     | 0             | 0             | 0                  | 10                 | 2     |       |
| Apertura 2021                | 5                   | 0     | 0     | 0             | 4             | 0                  | 9                  | 0     |       |
| Total                        | 29                  | 11    | 0     | 0             | 14            | 3                  | 43                 | 14    |       |
| Fluminense · Brasil          |                     |       |       |               |               |                    |                    |       |       |
| 2021                         | 6                   | 1     | 5     | 1             | 4             | 0                  | 15                 | 2     |       |
| Total                        | 6                   | 1     | 5     | 1             | 4             | 0                  | 15                 | 2     |       |
| Total en su carrera          | Total en su carrera | 304   | 97    | 17            | 10            | 42                 | 17                 | 363   | 124   |

### Goles en la Liga Europa de la UEFA
| Resultado  | Resultado | Resultado         | Lugar     | Estadio             | Fecha                    | Temporada | Goles                       |
| ---------- | --------- | ----------------- | --------- | ------------------- | ------------------------ | --------- | --------------------------- |
| Young Boys | 3-0       | Kalmar            | Berna     | Stade de Suisse     | 9 de agosto de 2012      | 2012-13   | Anotado                     |
| Young Boys | 3-0       | Midtjylland       | Herning   | Arena Herning       | 23 de agosto de 2012     | 2012-13   | Anotado                     |
| Young Boys | 3-1       | Udinese           | Berna     | Stade de Suisse     | 25 de octubre de 2012    | 2012-13   | Anotado · Anotado · Anotado |
| Young Boys | 3-2       | Udinese           | Údine     | Stadio Friuli       | 8 de noviembre de 2012   | 2012-13   | Anotado                     |
| Young Boys | 2-2       | Liverpool         | Liverpool | Anfield             | 22 de noviembre de 2012  | 2012-13   | Anotado                     |
| Augsburg   | 1-3       | Partizan Belgrado | Augsburgo | Augsburg Arena      | 1 de octubre de 2015     | 2015-16   | Anotado                     |
| Augsburg   | 4-1       | AZ Alkmaar        | Augsburgo | Augsburg Arena      | 5 de noviembre de 2015   | 2015-16   | Anotado · Anotado · Anotado |
| Augsburg   | 2-3       | Athletic Club     | Augsburgo | Augsburg Arena      | 26 de noviembre de 20155 | 2015-16   | Anotado                     |
| Augsburg   | 3-1       | Partizan Belgrado | Belgrado  | Stadion FK Partizan | 10 de diciembre de 2015  | 2015-16   | Anotado                     |
| Total      | Total     | Total             | Total     | Total               | Total                    | Total     | 13                          |

### Goles en la Copa Intertoto UEFA
| Resultado   | Resultado | Resultado           | Lugar | Estadio                       | Fecha               | Temporada | Goles   |
| ----------- | --------- | ------------------- | ----- | ----------------------------- | ------------------- | --------- | ------- |
| Grasshopper | 1-0       | Chernomorets Burgas | Sofía | Estadio Nacional Vasil Levski | 26 de julio de 2008 | 2008      | Anotado |
| Total       | Total     | Total               | Total | Total                         | Total               | Total     | 1       |

### Goles en la Copa Libertadores
| Resultado | Resultado | Resultado | Lugar     | Estadio                     | Fecha                 | Temporada | Goles   |
| --------- | --------- | --------- | --------- | --------------------------- | --------------------- | --------- | ------- |
| Guaraní   | 2-1       | Palestino | Asunción  | Estadio General Pablo Rojas | 27 de febrero de 2020 | 2020      | Anotado |
| Guaraní   | 2-0       | Bolívar   | Asunción  | Estadio General Pablo Rojas | 4 de marzo de 2020    | 2020      | Anotado |
| Guaraní   | 1-3       | Palmeiras | São Paulo | Allianz Parque              | 10 de marzo de 2020   | 2020      | Anotado |
| Total     | Total     | Total     | Total     | Total                       | Total                 | Total     | 3       |

## Palmarés

### Títulos nacionales
| Título             | Club          | País  | Año  |
| ------------------ | ------------- | ----- | ---- |
| Superliga de Suiza | F. C. Basilea | Suiza | 2013 |